# Poecilocarda nigrifrontula
Poecilocarda nigrifrontula är en insektsart som först beskrevs av Jacobi 1917.  Poecilocarda nigrifrontula ingår i släktet Poecilocarda och familjen dvärgstritar. Inga underarter finns listade i Catalogue of Life.